# Vladimir Sidorenko
Vladimir Vladimirovitsj Sidorenko (Russisch: Владимир Владимирович Сидоренко; Tomsk, 7 april 2002) is een Russisch professioneel tafeltennisser. Hij speelt linkshandig met de shakehandgreep.
Hij won zilver met het team op de Europese kampioenschappen 2021.